# The Videos (kompilacja Roxette)
The Videos – składanka wideo szwedzkiego duetu muzycznego Roxette, wydana nakładem PMI na kasetach VHS i LaserDiscu 16 listopada 1991. Zawiera teledyski zespołu z płyt Look Sharp! i Joyride a także dokument The Making of Joyride. Całość trwa 70 minut.

## Lista utworów
1. "The Look"
2. "Dressed for Success"
3. "Dangerous"
4. "Listen to Your Heart"
5. "It Must Have Been Love"
6. "Joyride"
7. "Fading Like a Flower (Every Time You Leave)"
8. "The Big L."
9. "Spending My Time"
10. The Making of Joyride (dokument)